# Cavatore
Cavatore é uma comuna italiana da região do Piemonte, província de Alexandria, com cerca de 310 habitantes. Estende-se por uma área de 10 km², tendo uma densidade populacional de 31 hab/km². Faz fronteira com Acqui Terme, Cartosio, Grognardo, Melazzo, Ponzone.

## Demografia
| Variação demográfica do município entre 1861 e 2011                               |
|                                                                                   |
| Fonte: Istituto Nazionale di Statistica (ISTAT) - Elaboração gráfica da Wikipedia |